# 크롬웰 전차
8형 순항전차 A27M 크롬웰(Tank, Cruiser, Mk VIII, Cromwell (A27M))은 영연방군의 후기 주력 순항전차이다. 제2차 세계 대전 당시 발렌타인 전차와 함께 가장 많이 생산되었다. 크롬웰 전차(A27M)는 1943년 실전에 투입되지 못한 A24 카발리어 전차를 보완하고 처칠전차의 생산 공백을 막기위해 생산되었다. 당시 영국군 순항전차 중 가장 성능이 좋았고 대부분 M4 셔먼과 함께 75mm포를 장착하거나 일부는 좀 더 강력한 17파운드(76.2mm)포를 장착하였다. 장갑도 다른 순항전차보다 두꺼운 76mm를 장착하였고 일부는 101mm로 개조한것도 있었다. 크롬웰은 영국 국방위원회의 결정 아래 너필드사의 리버티 엔진을 사용한 A27L과 롤스로이스사의 미티어 엔진을 사용한 A27M 전차를 동시 생산하도록 했는데 이후 A27M 전차의 성능이 우수하다 판단되어 기존의 A24와 A27M. A27L 모두 크롬웰이라고 부르던 것을 혼란을 막기 위해 A27M 전차가 크롬웰이란 이름을 쓰고 A27L은 센토어란 이름을 받게 된다. 하지만 센토어는 크롬웰에게 밀려 양산이 중단된다.

## 사진

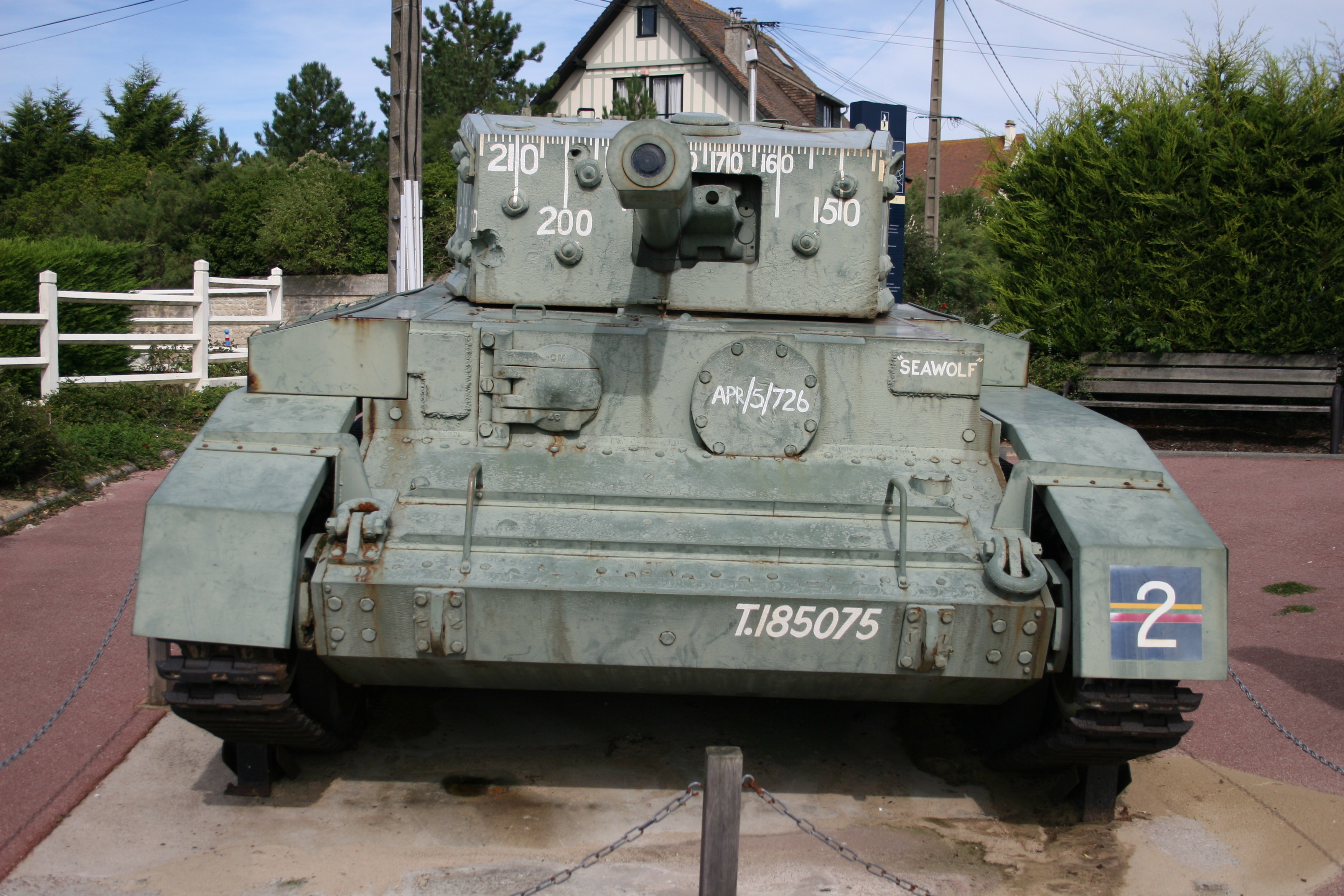
크롬웰 전차 정면
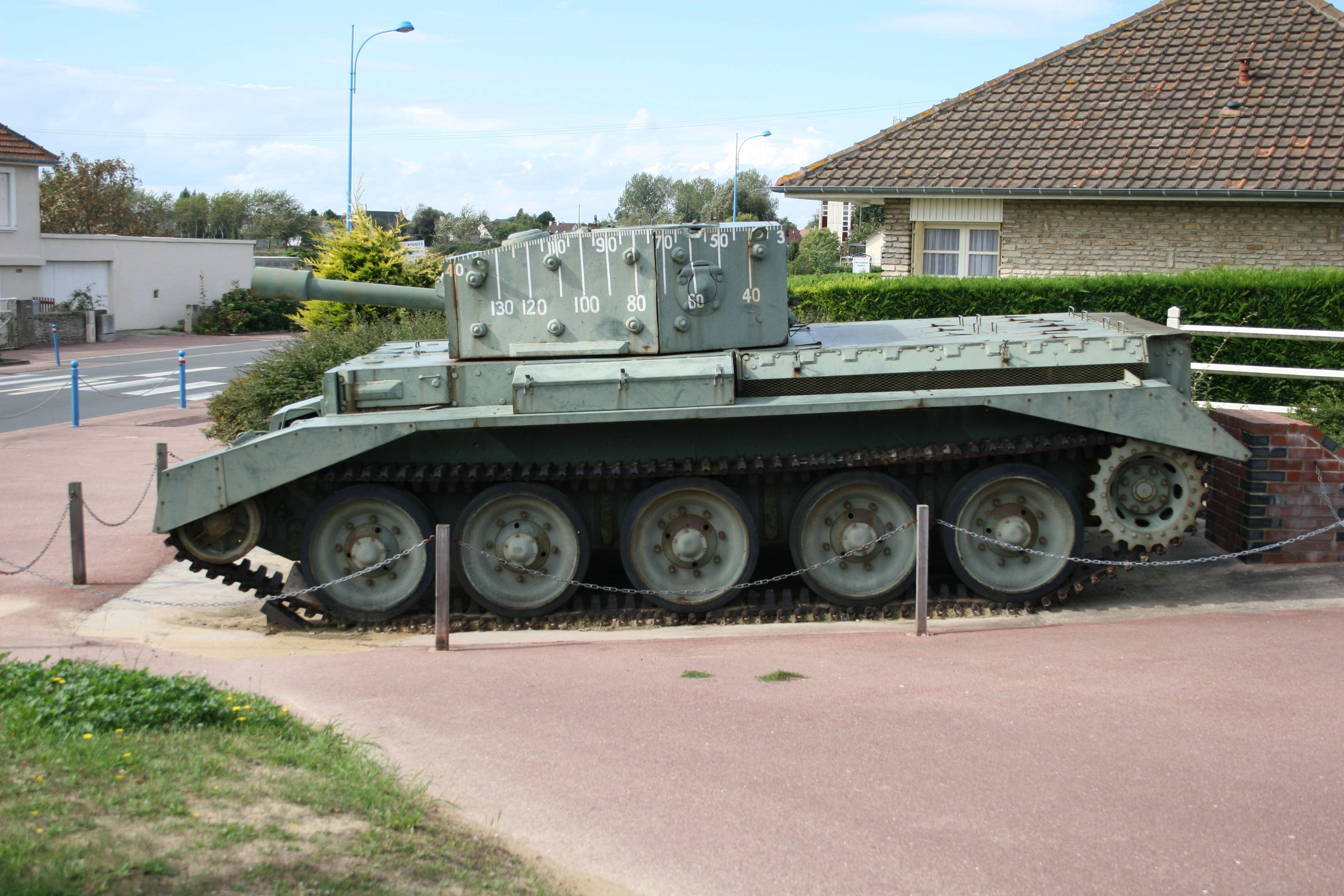
옆면
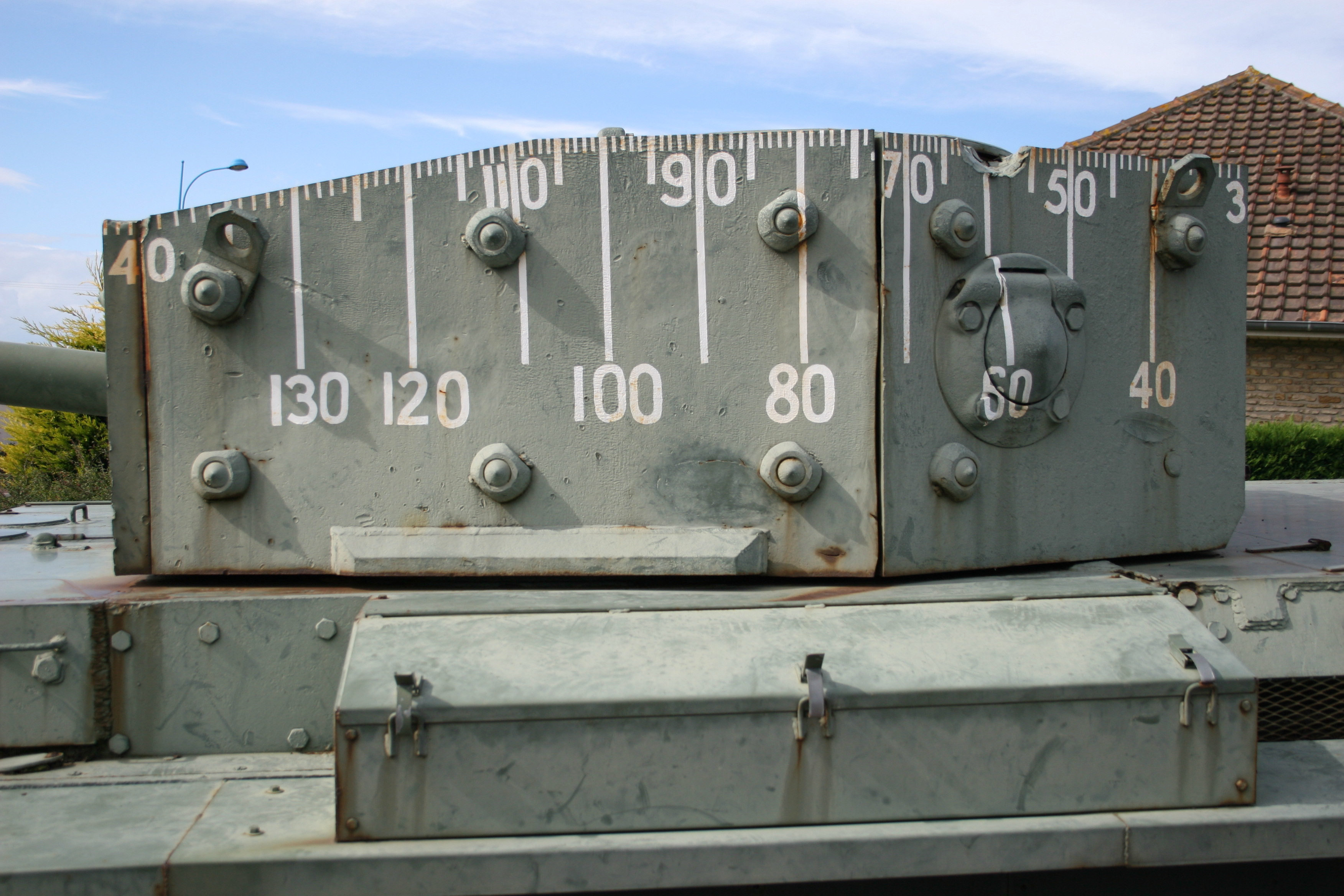
포탑